# Eupsilia morrisoni
Eupsilia morrisoni là một loài bướm đêm trong họ Noctuidae.